# Parc national de Jebel Orbata
Le parc national de Jebel Orbata (arabe : الحديقة الوطنية بجبل عرباطة) est un parc national de Tunisie situé entre les délégations d'El Ksar et d'El Guettar dans le gouvernorat de Gafsa. Il est centré sur le djebel Orbata.
Ce parc de 5 746 hectares a été créé le 29 mars 2010. Il est géré par le ministère de l'Agriculture.

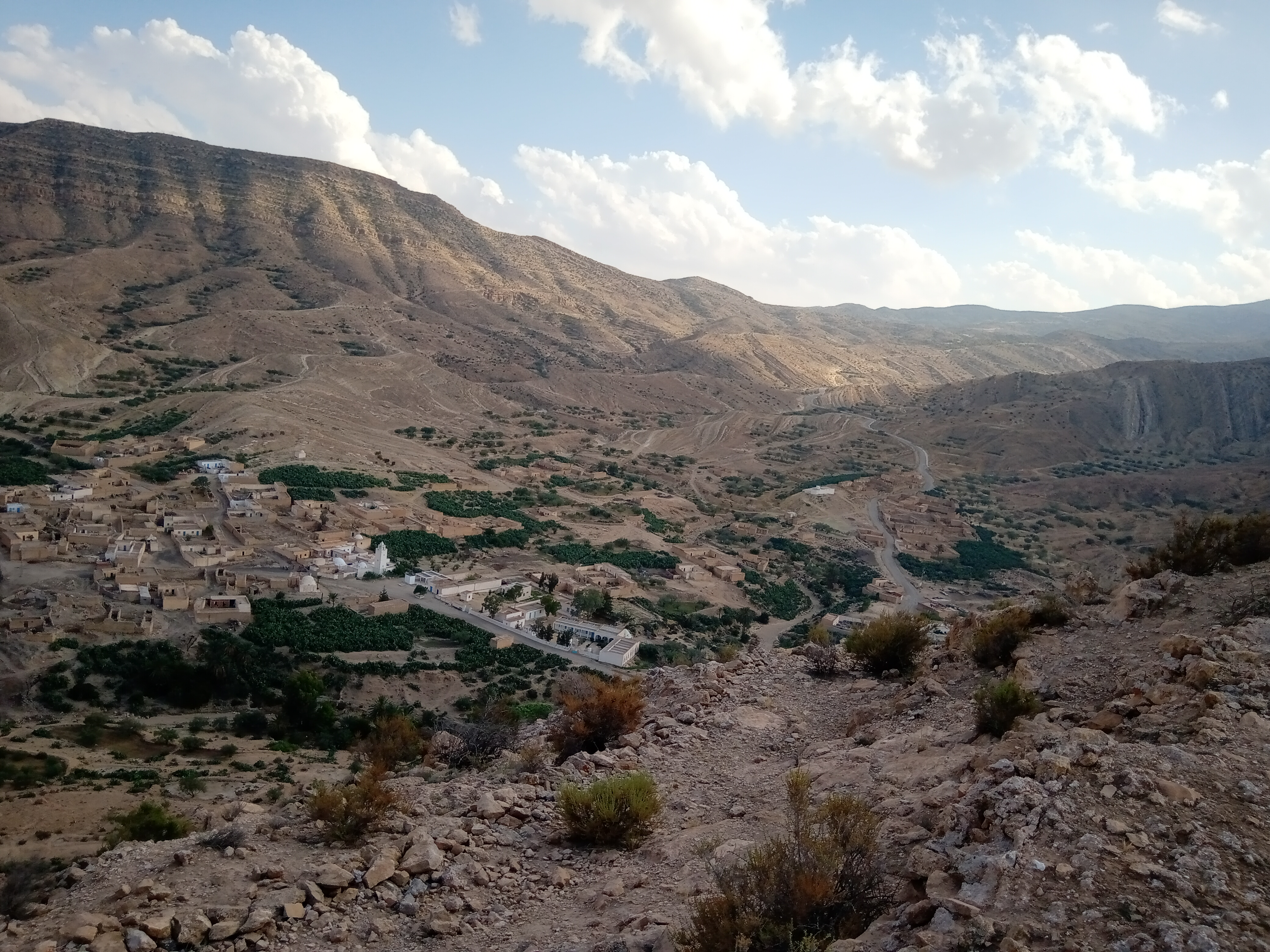
Djebel dans le parc national en septembre 2020.

L'objectif de la création de ce parc est la préservation d'une partie de l'écosystème montagnard de la chaîne atlasique tunisienne, à travers la réhabilitation d'une flore et d'une faune rares et menacées dans cette région, comme le pin d’Alep, le genévrier de Phénicie, le mouflon à manchettes, la gazelle de montagne et l'autruche. Le reste de la faune existante est très variable et composées de trois espèces d'amphibiens, 24 espèces de reptiles, 77 espèces d'oiseaux et 19 espèces de mammifères.